# Голешть (комуна, Вилча)
Голешть, Голешті (рум. Golești) — комуна у повіті Вилча в Румунії. До складу комуни входять такі села (дані про населення за 2002 рік):
- Алдешть (446 осіб)
- Блідарі (540 осіб)
- Ветешешть (131 особа)
- Джибешть (125 осіб)
- Джурджувень (140 осіб)
- Дрегенешть (237 осіб)
- Коаста (109 осіб)
- Опетешть (195 осіб)
- Попешть (579 осіб) — адміністративний центр комуни
- Поєніца (117 осіб)
- Тулей-Кимпень (111 осіб)

Комуна розташована на відстані 147 км на північний захід від Бухареста, 7 км на схід від Римніку-Вилчі, 100 км на північний схід від Крайови, 108 км на південний захід від Брашова.

## Населення
За даними перепису населення 2002 року у комуні проживали 2730 осіб.
Національний склад населення комуни:
| Національність | Кількість осіб | Відсоток |
| -------------- | -------------- | -------- |
| румуни         | 2729           | > 99,9%  |
| угорці         | 1              | < 0,1%   |

Рідною мовою назвали:
| Мова      | Кількість осіб | Відсоток |
| --------- | -------------- | -------- |
| румунська | 2729           | > 99,9%  |
| угорська  | 1              | < 0,1%   |

Склад населення комуни за віросповіданням:
| Релігія       | Кількість осіб | Відсоток |
| ------------- | -------------- | -------- |
| православні   | 2722           | 99,7%    |
| адвентисти    | 7              | 0,3%     |
| римо-католики | 1              | < 0,1%   |

## Зовнішні посилання
- Дані про комуну Голешть на сайті Ghidul Primăriilor [Архівовано 10 квітня 2010 у Wayback Machine.]